# Dům Romance
Dům Romance, původního názvu Württemberger Hof (česky: Württemberský dvůr), později lázeňský dům Puškin, stojí v centru lázeňské části Karlových Varů v městské památkové zóně v ulici Tržiště č. 384/37. Byl postaven v roce 1898 ve stylu německé pozdní gotiky a renesance podle projektu architekta Karla Haybäcka.
Objekt byl prohlášen kulturní památkou, památkově chráněn je od 8. dubna 1991, rejstř. č. ÚSKP 37404/4-4538.

## Historie
Objekt byl postaven na místě dvou barokních domů Blumenkranz a Stadt Annaberg, které pocházely z dob po velkém karlovarském požáru roku 1759. V roce 1898 si oba majitelé zmíněných domů Arthur a Emma Danzerovi a Julius Stadler nechali společně postavit hotel a nazvali jej Württemberger Hof. Projekt nového hotelu vypracoval vídeňský architekt Karl Haybäck a výstavbu realizovala karlovarská stavební firma Josefa Walderta. Na přání zadavatelů projekt důsledně dodržel vydělení pro dvoje vlastníky. V interiéru i na fasádě jsou dvě, zrcadlově k sobě otočené dispozice s dvojicí samostatných vstupů, vnitřních schodišť, výtahů i koridorových chodeb kolem středního dvora.
V roce 1900 byla nad terasou u hlavních vstupů osazena železná markýza od karlovarského výrobce uměleckých železných konstrukcí Josefa Bothe.

## Ze současnosti
Roku 1991 byl objekt, již pod názvem lázeňský dům Puškin, prohlášen kulturní památkou.
V současnosti (květen 2021) je zde provozován hotel Romance. Dům je evidován jako objekt občanské vybavenosti v majetku společnosti FIBRO, spol. s r.o.

## Popis
Řadový čtyřpodlažní dům s obytným podkrovím ve stylu německá pozdní gotiky a renesance se nachází v ulici Tržiště č. 384/37. Před domem na svažujícím se terénu je postavena terasa. Nad ní je skleněná stříška se železnou konstrukcí, vše na kovaných železných spirálových konzolách.
Průčelí domu je čtyřosé. Stěna v přízemí je pasována. V obou krajních osách byly umístěny obloukové vchody a mezi nimi dvě široká segmentová okna. Okna v prvním patře jsou též široká segmentová, dvě vnitřní se segmentovými balkony s kovanou mříží. Ve druhém patře je první okno zleva dvojité obloukové se sloupky a klenáky, vnitřní dvě jsou segmentová, okno vpravo segmentové s částí ostění a klenákem má balkon s kovanou mříží. Ve třetím patře zleva je první okno obloukové s klenákem a malým balkonem o trojúhelném půdorysu. Vnitřní dvě okna jsou spojená oblouková, se sloupky a klenákem. U těchto je obdélný balkon s původní kovanou mříži. Okno vpravo je dvojité obloukové se sloupky a klenáky.
Od druhého patra vzhůru je v obou vnitřních osách předsazen rizalitový výstupek, ale pouze ve stěně, na konzolách. Rizalit je završen vysokým volutovým štítem, nahoře s trojúhelným frontonem. Ve štítu jsou dvě menší obdélná okna. Mezi nimi se zvedá gotizující baldachýn se špičatou taškovou stříškou, pod níž je umístěna socha. Po obou stranách štítu stojí vikýře s podobnou špičatou věžovitou stříškou.